# Lana (cantora)
Eugina Svetlana Dmitrievna (em russo:  Юдина Светлана Дмитриевна; Poronaysk, 23 de novembro de 1996),  mais conhecida por seu nome artístico Lana (hangul: 라나), é uma cantora, rapper, compositora e dançarina russa. Em junho de 2019, ela estreou como a primeira idol russa do K-pop com o single "Take The Wheel".

## Primeiros anos
Lana nasceu e foi criada na cidade de Poronaysk, nas regiões do Extremo Oriente Russo, no Oblast de Sacalina. Seu pai é meio tártaro. Lana sonhava em se tornar uma cantora desde a infância. Depois de assistir ao drama Boys Over Flowers, ela descobriu que o idioma e a pronúncia eram "bonitos" e, depois de estudar o idioma, viajou para a Coréia para aprender o idioma depois de se formar no ensino médio em 2014. Ela estudou ciência política e diplomacia na Universidade Sungkyunkwan em Seul e trabalhou temporariamente como modelo.

## Carreira

### 2017-presente: Aparições na TV e estreia solo
Em 5 de junho de 2017, Lana fez sua primeira aparição na mídia coreana no 152º episódio do programa de televisão Abnormal Summit, onde apareceu como convidada representando a Rússia. Depois disso, em 28 de setembro, Lana foi a apresentadora convidada em três episódios do programa de televisão Welcome, First Time in Korea? onde ela convidou três amigos de Sakhalin para passar férias na Coréia. Em uma entrevista à Sports Seoul em agosto de 2018, Lana revelou que parou todas as aparições na mídia porque era trainee da Thought Entertainment desde 2016 e desde fevereiro de 2018, ela estava se preparando para uma estréia solo com o objetivo de estrear no inverno. No entanto, sua estréia foi cancelada sem aviso prévio e Lana mais tarde deixou a Thought Entertainment e ingressou em uma nova agência chamada HiCC Entertainment.
Em 4 de janeiro de 2019, a cantora estrelou o videoclipe do single "Face Time" do cantor sul-coreano J Cat. Algumas semanas depois, em 21 de janeiro, Lana fez uma aparição especial em um episódio do programa Problematic Men, onde falou sobre sua formação acadêmica e resolveu quebra-cabeças. Ela estreou oficialmente como solista em 27 de junho de 2019 com o single digital "Take The Wheel". É uma música alegre e de verão, com uma batida de sintetizador dos anos 90, sobre abandonar suas inibições e deixar seu corpo tomar o volante. O videoclipe combina bem devido a cores sonhadoras, roupas brancas lembrando as boybands dos anos 90 e luzes de neon. Entre setembro e outubro de 2019, Lana fez várias aparições na televisão: em 11 de setembro, Lana fez sua primeira aparição desde que se tornou uma cantora solo no episódio 48 do concurso de televisão, South Korean Foreigner. Uma semana depois, em 23 de setembro, Lana apareceu no programa de televisão Hello Counselor. Em 11 de outubro, Lana apareceu como convidada no programa de televisão Ecoman junto com Bora, ex-membro da Sistar. E, finalmente, em 29 de outubro, ela apareceu como cantora convidada no Gayo Stage, onde cantou "Million Roses" por Shim Soo-bong, um cantor de trote. Em 10 de dezembro, Lana lançou o videoclipe de seu segundo single "Make It Real" sem aviso prévio. O single, que foi lançado nas plataformas de música digital no dia 16, não é um retorno, mas um presente surpresa para seus fãs e para todos os que o apoiaram desde a sua estreia.
Em 6 de janeiro de 2020, Lana começou o novo ano fazendo uma aparição especial no episódio 178 do programa de entrevistas Video Star, ao lado de Shaun de Jinusean, DinDin, Solbi e Seven. Em 11 de março, Lana revelou que participará do reality show chinês Produce Camp 2020, da Bates MeThinks Entertainment.

## Discografía

### Singles
| Título                                                                              | Ano  | Melhor posição | Vendas | Álbum            |
| Título                                                                              | Ano  | COR Gaon       | Vendas | Álbum            |
| ----------------------------------------------------------------------------------- | ---- | -------------- | ------ | ---------------- |
| "Take the Wheel"                                                                    | 2019 | —              | —      | Single sem álbum |
| "Make It Real"                                                                      | 2019 | —              | —      | Single sem álbum |
| "—" denota lançamentos que não atingiram os charts ou não foram lançados na região. |      |                |        |                  |

### Composições
| Canção           | Ano  | Álbum            | Artista(s) | Letra     | Letra                                                                  | Música    | Música |
| Canção           | Ano  | Álbum            | Artista(s) | Creditado | Com                                                                    | Creditado | Com    |
| ---------------- | ---- | ---------------- | ---------- | --------- | ---------------------------------------------------------------------- | --------- | ------ |
| "Take the Wheel" | 2019 | Single sem álbum | Ela mesma  | Sim       | Andreas Öhrn, Didrik Thott, Jazelle Rodriguez, Sam (DJ Sam F) Fishman, | Não       | —      |
| "Make It Real"   | 2019 | Single sem álbum | Ela mesma  | Sim       | iki, ONDO                                                              | Não       | —      |

## Filmografia

### Programas de televisão
| Ano  | Título                        | Canal       | Nota(s)                          |
| ---- | ----------------------------- | ----------- | -------------------------------- |
| 2017 | Abnormal Summit               | JTBC        | Convidada representando a Rússia |
| 2017 | Welcome, First Time in Korea? | MBC Every 1 | Apresentadora convidada          |
| 2019 | Problematic Man               | tvN         | Participação especial            |
| 2019 | South Korean Foreigner        | MBC Every 1 | Convidada                        |
| 2019 | Hello Counselor               | KBS2        | Participação especial            |
| 2019 | Ecoman                        | JTBC        | Convidada com Bora               |
| 2019 | Gayo Stage                    | KBS         | Convidada                        |
| 2020 | Video Star                    | MBC Plus    | Participação especial            |

### Reality show
| Ano  | Título            | Canal   | Nota(s)      |
| ---- | ----------------- | ------- | ------------ |
| 2020 | Produce Camp 2020 | Tencent | Participante |